# Sudankrise

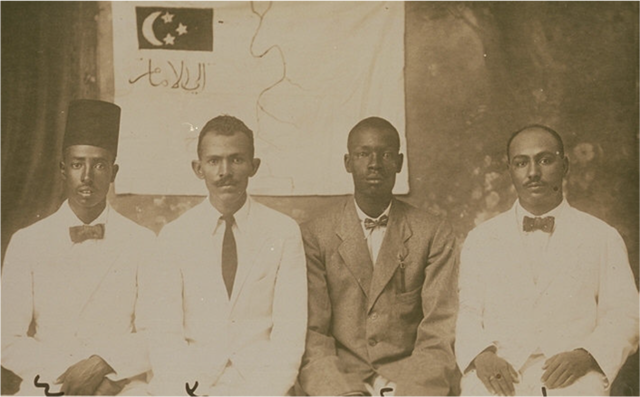
Die Führer der sudanesisch-unionistisch monarchistischen White Flag League von links nach rechts: Hussein Sherief, Ali Abdelateef, Salih Abdelgadir and Obeid Haj Elamin, um 1923/24

Die Sudankrise, auch Sudanesische Revolution genannt (englisch white flag rebellion oder 1924 Sudan Crisis), war eine Reihe politischer und militärischer Auseinandersetzungen zwischen dem Königreich Ägypten, Großbritannien und dem ägyptischen Sudan, um dessen seit 1899 bestehenden Status als britisch-ägyptisches Kondominium.
Die Krise stellte die erste große Erhebung seit dem Mahdi-Aufstand dar und löste anschließend in Ägypten eine Staatskrise aus. Es handelte sich um die erste schwere Krise des Königreichs Ägypten seit dessen Gründung 1922.

## Vorgeschichte

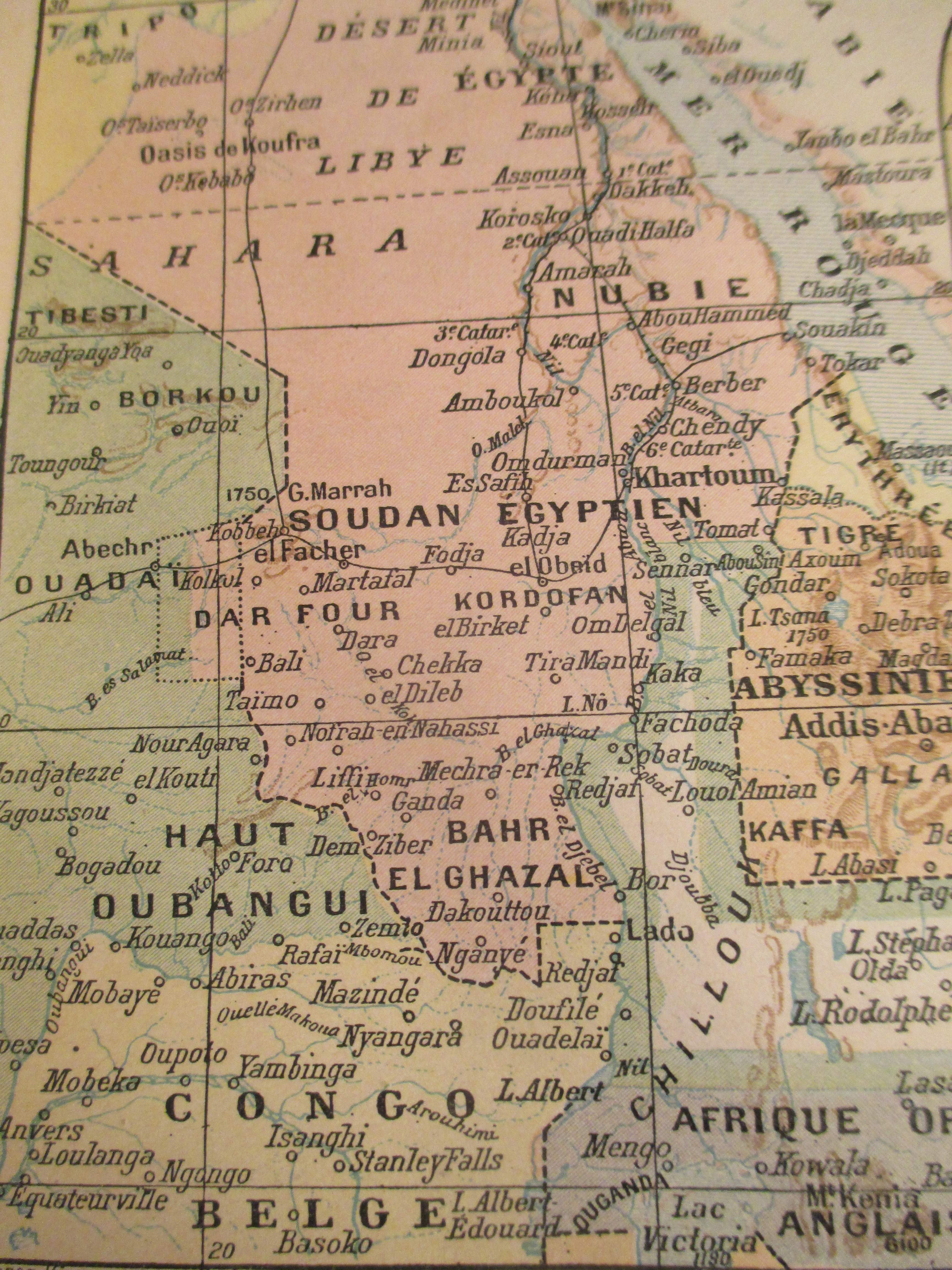
Karte des Sudans, um 1900

Nach der Deklaration der Unabhängigkeit Ägyptens am 28. Februar 1922 begann sich im Anglo-Ägyptischen Sudan eine starke nationalistische, pro-ägyptische Unabhängigkeitsbewegung zu formieren. Diese berief sich auf den ägyptischen Herrscher Fu'ād I., welcher sich um einen gemeinsamen unabhängigen Staat mit dem Sudan bemühte und am 15. März 1922 den Titel König von Ägypten und des Sudan annahm, und die unionistische Wafd-Partei. Ägypten erlebte in der Folgezeit unter deren Regierungen einen rasanten wirtschaftlichen Aufschwung, welcher die Unabhängigkeit stabilisieren konnte und den Aufbau einer großen und vergleichsweise schlagkräftigen Armee ermöglichte. Bis 1924 baute Ägypten durch die Erhöhung seiner Militärpräsenz und ambitionierte Entwicklungs- und Bildungsprojekte seinen politischen und wirtschaftlichen Einfluss auf den Sudan kontinuierlich aus.
Im Sudan wurde am 24. Mai 1923 mit ägyptischer Unterstützung die White Flag League, welche von Leutnant Ali Abdullatif, Abdullah Khalil und Obeid Hag Amin angeführt wurde, gegründet. Sie fungierte de facto als Sprachrohr der ägyptischen Regierung im Sudan, organisierte regelmäßig Demonstrationen gegen die britische Kolonialregierung und strebte unter der Losung der Einheit des Niltals ein vollständiges Aufgehen des Sudan in Ägypten unter der Herrschaft der Muhammad Ali-Dynastie an. In Ägypten brachten die ersten Parlamentswahlen vom Januar 1924 unterdessen die Wafd-Partei mit fast 90 % Wählerzuspruch an die Macht. Ihr Parteiführer Saad Zaghlul Pascha wurde am 26. Januar 1924 vom König zum Premierminister ernannt.
Zaghlul und seine Regierung setzten auf einen stark antikolonialistischen Kurs und standen im offenen Konflikt mit Großbritannien. Zaghlul forderte von den Briten, die ägyptische Souveränität im Sudan vollständig anzuerkennen und wollte die ägyptische Armee jeglichem britischen Einfluss entziehen.

## Die Krise
Wegen der zunehmend angespannten Beziehungen zu Ägypten und ihres großen Zulaufs ließ Lee Stack, der britische Generalgouverneur des Sudan, am 22. Juni 1924 jegliche Demonstrationen der White Flag League gegen die Regierung per Dekret verbieten und versuchte den ägyptischen Einfluss abzuschwächen. Dafür fand er jedoch von der Regierung in London unter Premierminister Ramsay MacDonald keinen Rückhalt.
Am 4. Juli 1924 wurde Ali Abdel Latif verhaftet und am 11. Juli 1924 zu drei Jahren Gefängnis verurteilt. Daraufhin protestierten vom 8. bis 10. August 50 Kadetten der Militärschule in Khartum gegen seine Verhaftung. Als Folge kam es im ganzen Land zu Demonstrationen und Streiks gegen die britische Herrschaft. Zahlreiche sudanesische Beamte, Anwälte, geistliche Würdenträger und Arbeiter der Baumwollfelder legten ihre Arbeit nieder und streikten. In Ägypten kam es zu zahlreichen Solidaritätsbekundungen und die ägyptische Regierung unterstützte die Aufständischen demonstrativ. Auf Lee Stack wurde am 19. November 1924 in Kairo ein Attentat verübt, an dessen Folgen er am 20. November starb. Großbritannien forderte daraufhin von der Königlich Ägyptischen Regierung den Abzug ihrer Truppen aus dem Sudan, eine öffentliche Entschuldigung und die Zahlung einer Geldstrafe. Zaghlul und König Fu'ād I. weigerten sich anfänglich aber auf die Forderungen einzugehen. Mehrere Einheiten des ägyptisch-sudanesischen Militärs revoltierten daraufhin in Khartum am 27. November 1924 und brachten Teile der Stadt unter ihre Kontrolle. Am 29. November 1924 schlugen britische Truppen den Aufstand nieder. Etwa 30 Menschen wurden bei der Meuterei getötet, darunter 15 britische Soldaten. Drei derer Führer wurden später hingerichtet.
Auch in weiteren Städten kam es zu kleineren Aufständen und Streiks. Die meisten Bataillone der ägyptische Armee verhielten sich aber neutral und unterstützten die Aufständischen nicht mit ihrer Artillerie, was den Konflikt hätte verlängern können. Nach der Niederschlagung aller Aufstände erzwangen die Briten mit Gewalt und politischem Druck Ägypten zum Abzug des Großteils von dessen Truppen aus dem Sudan bis zum 1. Dezember 1924. Am 24. November trat Saad Zaghlul von seinem Amt zurück. Sein Rücktritt löste eine Staatskrise aus. König Fu'ād I. berief Ahmed Ziwar Pascha zu seinem Nachfolger, welcher sich aber nicht auf eine parlamentarische Mehrheit stützen könnte. Am 24. Dezember 1924 wurde das Parlament aufgelöst. Obwohl es im März 1925 zu Neuwahlen kam, regierte Fu'ād I. mit von ihm eingesetzten Minderheitsregierungen weitgehend autoritär am Parlament vorbei. 1928 kam es zu einer Verfassungskrise.

## Folgen
Durch die Krise verlor Ägypten für das nächste Jahrzehnt faktisch jeglichen Einfluss auf die Entwicklung des Sudan. Lee Stacks Nachfolger Geoffrey Francis Archer wurde 1925 zum Generalgouverneur des Sudan ernannt und begann mit der Bildung einer eigenen Sudan Defence Force, die vollständig von der ägyptischen Armee getrennt wurde. Die neue Armee wurde am 1. Januar 1925 gegründet und umfasste nur pro-britische sudanesische Offiziere, die zuvor in der ägyptischen Armee gedient hatten. Ägypten erhielt erst mit dem Anglo-Ägyptischen Vertrag von 1936 von Großbritannien wieder Rechte im Sudan zuerkannt, musste aber die weiterhin bestehende britische Truppenpräsenz dort und am Sueskanal akzeptieren. Der Status des Sudan blieb aber weiterhin umstritten.
Am 25. Januar 1947 teilte die britische Regierung Ägypten mit, dass sie beabsichtige, im Sudan eine Selbstverwaltung zu errichten. Ägypten widersetzte sich aber einem solchen Schritt und betrachtete den ganzen Sudan als integralen Bestandteil seines Reichsgebietes.
Die Wahlen zur ersten sudanesischen Legislativversammlung fanden im Schatten des Palästinakrieges, welcher Ägyptens volle militärische und politische Aufmerksamkeit beanspruchte, im November 1948 statt, und die Legislativversammlung trat am 15. Dezember 1948 erstmals zusammen. Daraufhin kam es 15. Dezember 1948 in Khartum zu gewalttätigen pro-ägyptischen Demonstrationen, wobei zehn Personen starben. Ägypten forderte seit dem Ende des Zweiten Weltkriegs eine Neuverhandlung des Vertrags von 1936. Am 8. Oktober 1951 kündigte die Regierung von Mustafa an-Nahhas Pascha das Kondominium.
Am 12. Februar 1952 vereinbarten Ägypten und Großbritannien, den Sudanesen in einem Referendum die Möglichkeit zu geben, sich zwischen dessen Zugehörigkeit zu Ägypten oder der vollständigen Unabhängigkeit zu entscheiden. Nach dem Militärputsch in Ägypten 1952 beschlossen die Revolutionäre Muhammad Nagib und Gamal Abdel Nasser den Sudan freiwillig in die Unabhängigkeit zu entlassen. Mit der Absetzung des minderjährigen Fu'ād II. und der damit verbundenen Abschaffung der Monarchie endeten jegliche Verbindungen Ägyptens mit dem Sudan. Das Land erlangte 1956 seine Unabhängigkeit.